# Schifferknoten

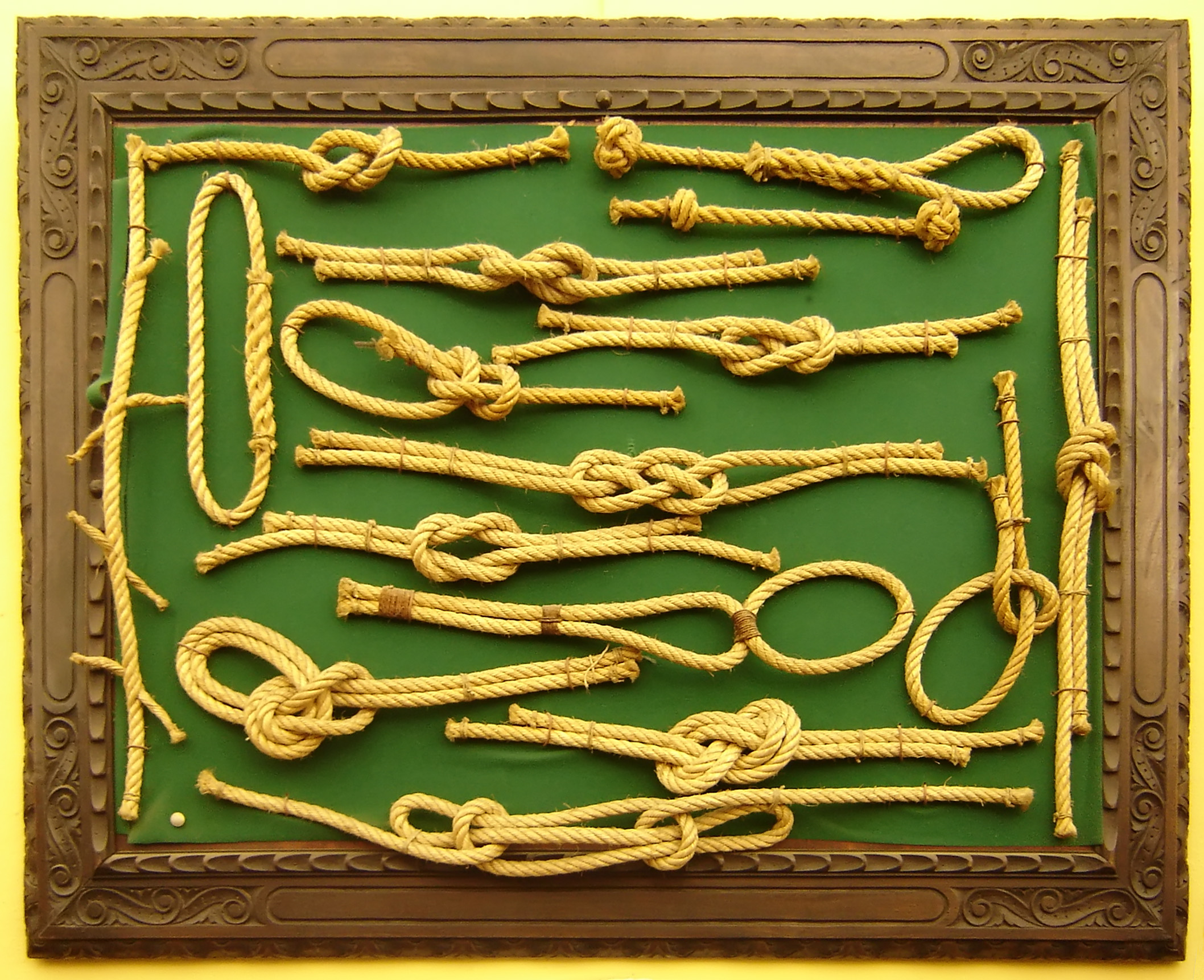
Knotentafel

Als Schifferknoten oder Seemannsknoten (Seemännische Knoten, Segelknoten) bezeichnet man Knoten, die eine besondere Bedeutung für den Betrieb von Schiffen haben. Das „Stecken“ solcher Knoten ist wesentlicher Ausbildungsbestandteil von Seeleuten und Sport- und Hobby-Schiffern. Ziel der Knotenkunde ist es, einen Satz von zuverlässigen Knoten zu beherrschen, die einerseits sicher halten, andererseits wieder lösbar sind, auch wenn sie unter starker Last standen oder nass geworden (und durch die Nässe aufgequollen schwerer zu lösen) sind. Außerdem sollen sie schnell und einfach zu knüpfen und zu prüfen sein.
Zu Lehr- und Dekorationszwecken wird die Knotentafel verwendet. Oftmals wird diese in Form eines Wandbretts oder einer Wand-Vitrine aus edlem Holz mit polierten Metall-Beschlägen gefertigt.
Bei Wettkämpfen des Deutschen Seesportverbandes müssen in der Disziplin „Knoten“ nach Zeit an einem Gestell (Knotenbahn) der Achtknoten, der Kreuzknoten, der einfache Palstek, der Stopperstek, der Slipstek, der Webeleinenstek, der Zimmermannsstek, der Roringstek, der Rundtörn mit zwei halben Schlägen und der Doppelte Schotstek gefertigt werden.

## Begriffe aus der Knotenkunde

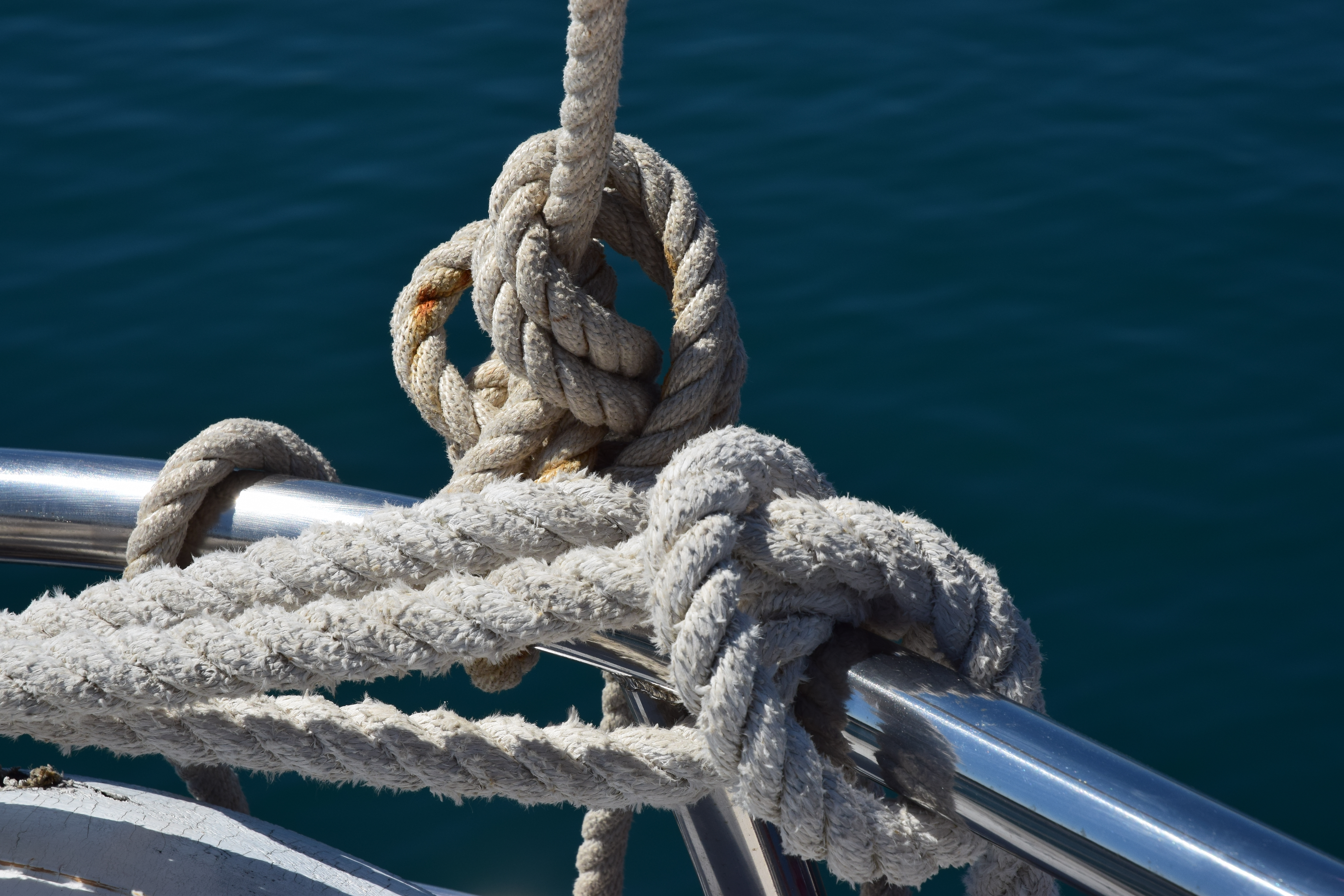
Knoten in der Praxis

Die Seemannssprache (Seefahrerjargon) verfügt über einen eigenständigen Wortschatz der Knotenkunde:
- Man sagt „Leine“ und „Tau“ statt Seil.
- „Ende“ ist ein kurzes Stück Leine.
- Mit „Tampen“ bezeichnet man das lose Ende der Leine (umgangssprachlich auch die gesamte Leine).
- Unter einer „Bucht“ versteht man den U-förmigen Verlauf einer Leine, eine Schlaufe.
- Ein „Auge“ bezeichnet eine Bucht, deren Enden sich überkreuzen.
- Als „Rundtörn“ gilt eine einfach um ein Objekt gelegte Umwicklung.
- „Halber Schlag“ wird eine Schlaufe um ein anderes Seil oder Objekt genannt, die eine einfache Kreuzung aufweist.
- „Schlag“ ist eine volle Umwicklung, entsprechend ist von „anderthalb Schlag“, „zwei Schlag“ usw. die Rede.
- Als „Stek“ (z. T. auch „Stich“) gilt alles, was nur zusammen mit weiteren Gegenständen stabil ist (z. B. Webeleinenstek, Stopperstek).
- Als „Knoten“ gilt dagegen alles, was in sich stabil ist (z. B. Achtknoten, Diamantknoten). Der („stehende“) Palstek wird also systematisch eigentlich falsch als „Stek“ bezeichnet und müsste korrekt „Pfahlknoten“ genannt werden.
- „Belegen“ nennt man den Knoten auf einer Klampe. Bestandteil des „Belegens einer Klampe“ sind „Kreuzschlag“ und „Kopfschlag“.

## Knoten für den Segelschein
Bei Prüfungen für die Segelführerscheine werden auch die wichtigsten Knoten verlangt:

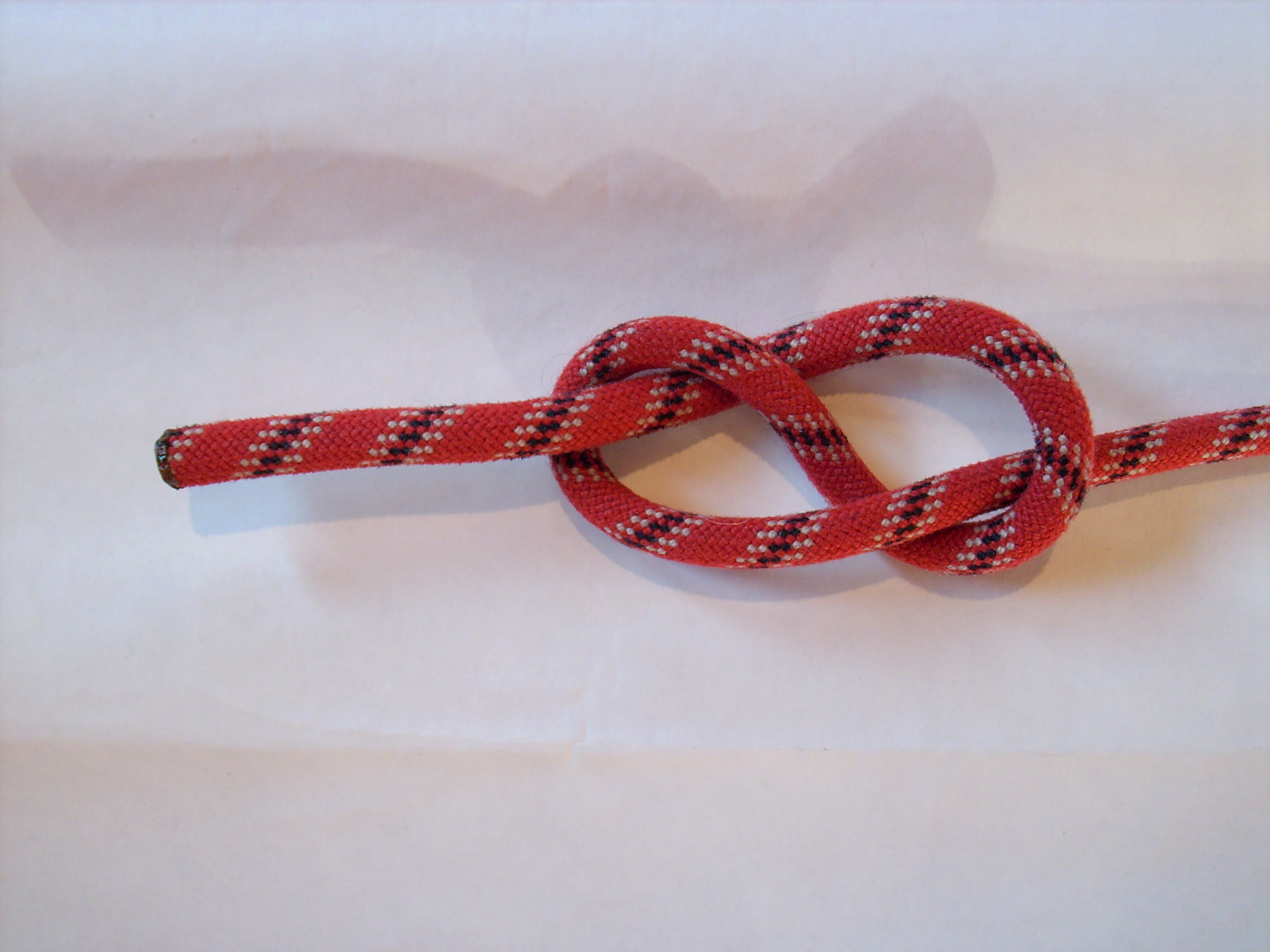
Achtknoten
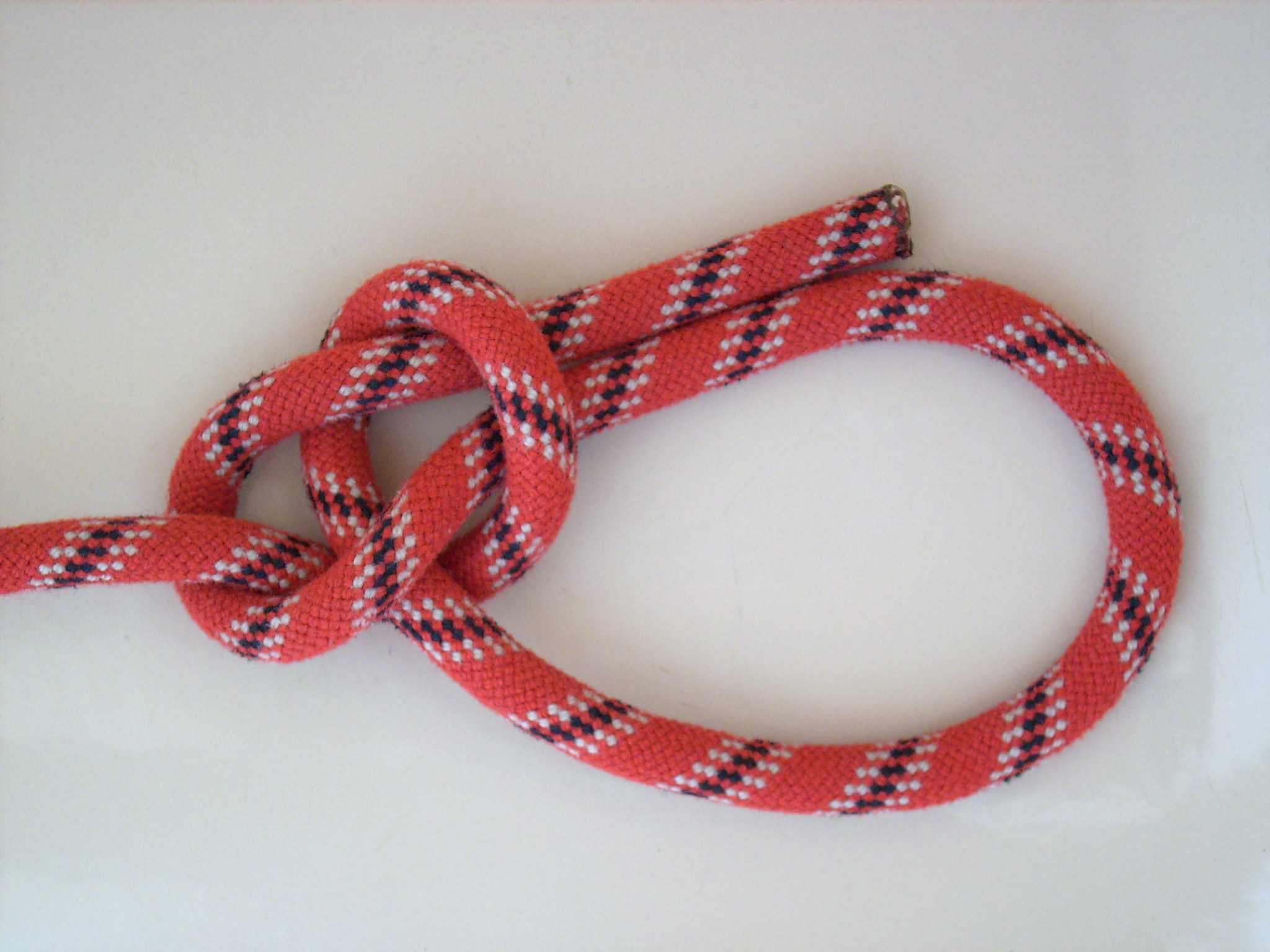
Palstek
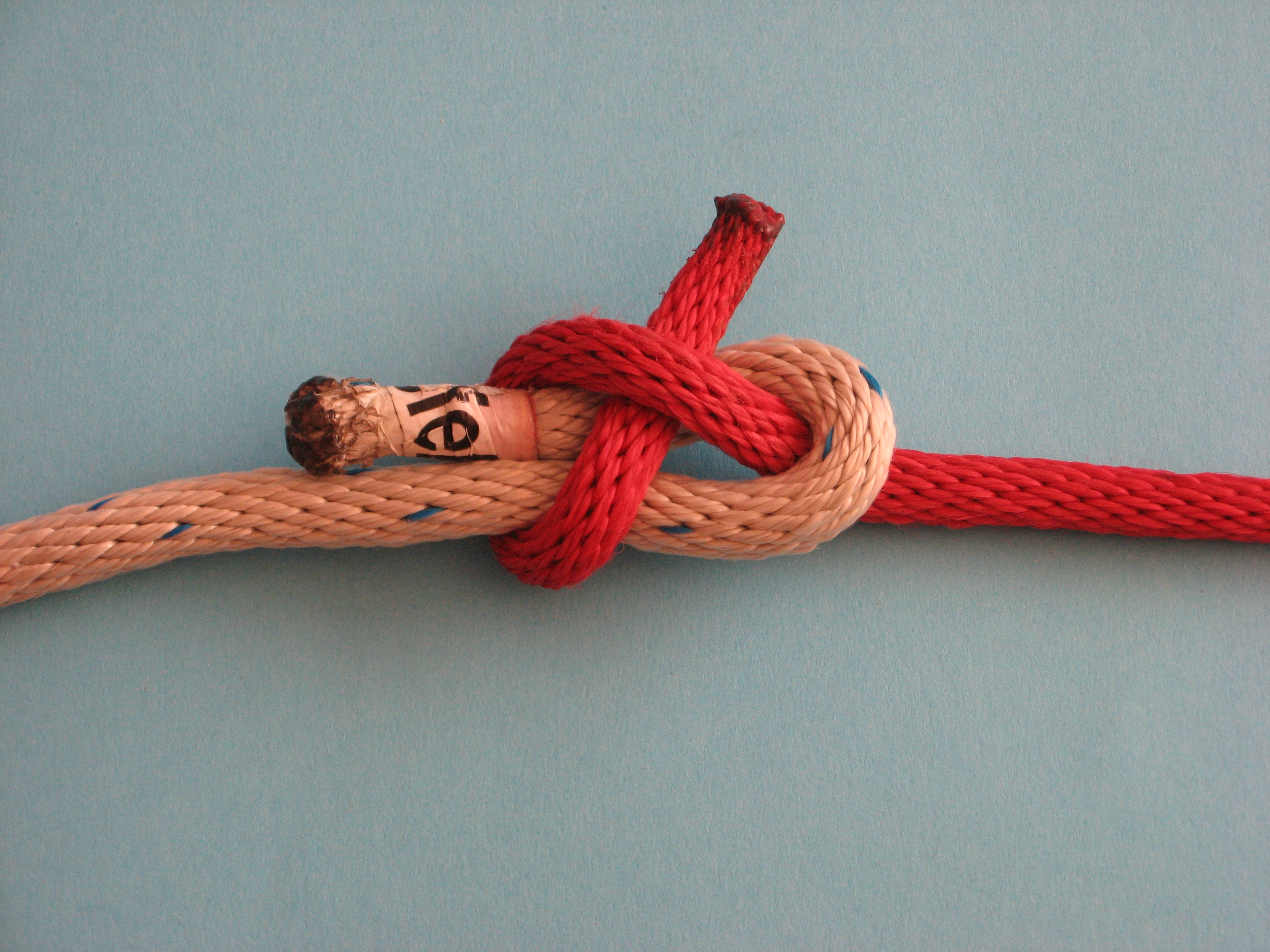
Schotstek
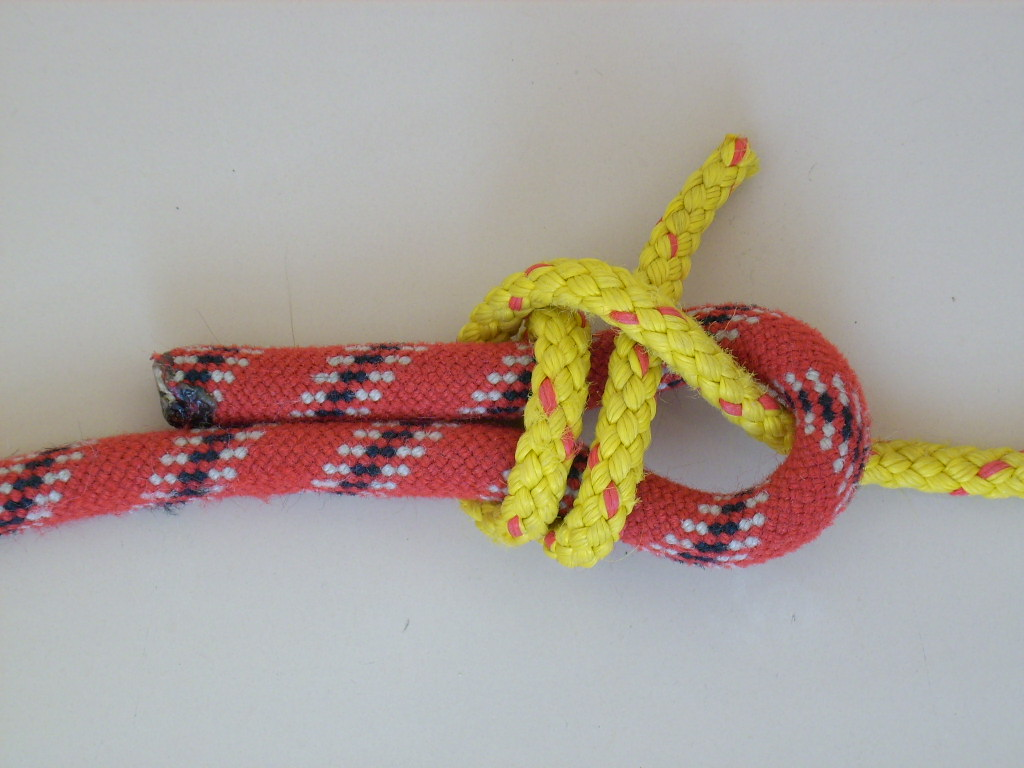
Doppelter Schotstek
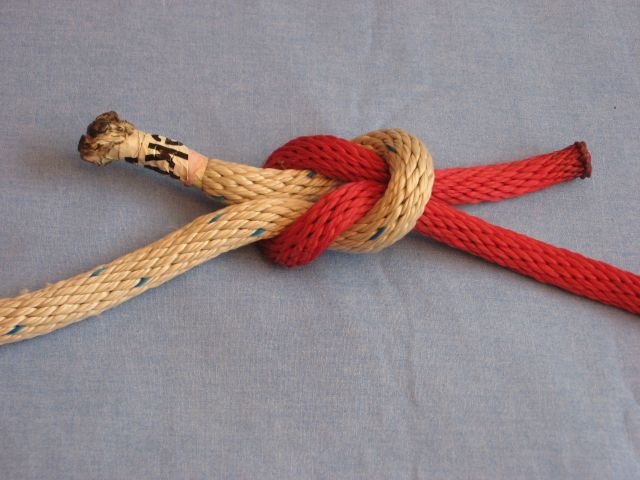
Kreuzknoten
Webeleinenstek (geworfen oder gesteckt/ auch auf Slip)
Webeleinenstek auf Slip (Fenderknoten)
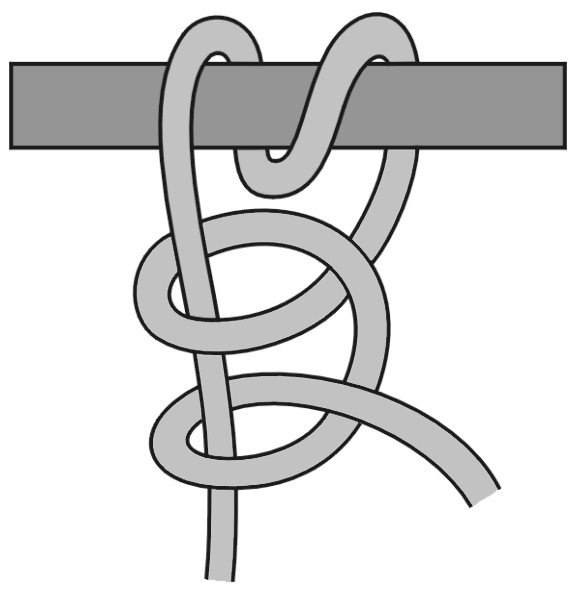
Rundtörn mit zwei halben Schlägen
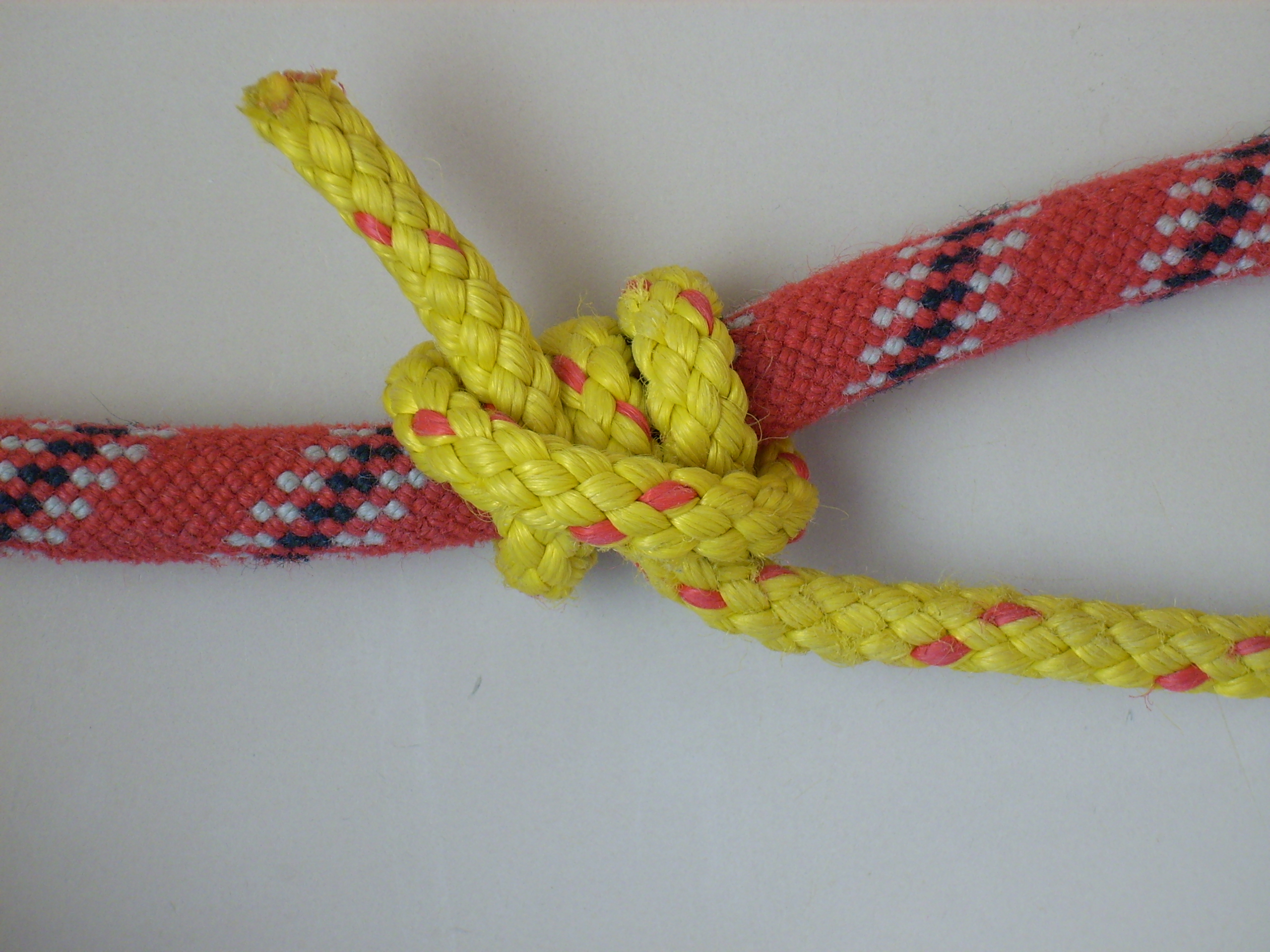
Stopperstek
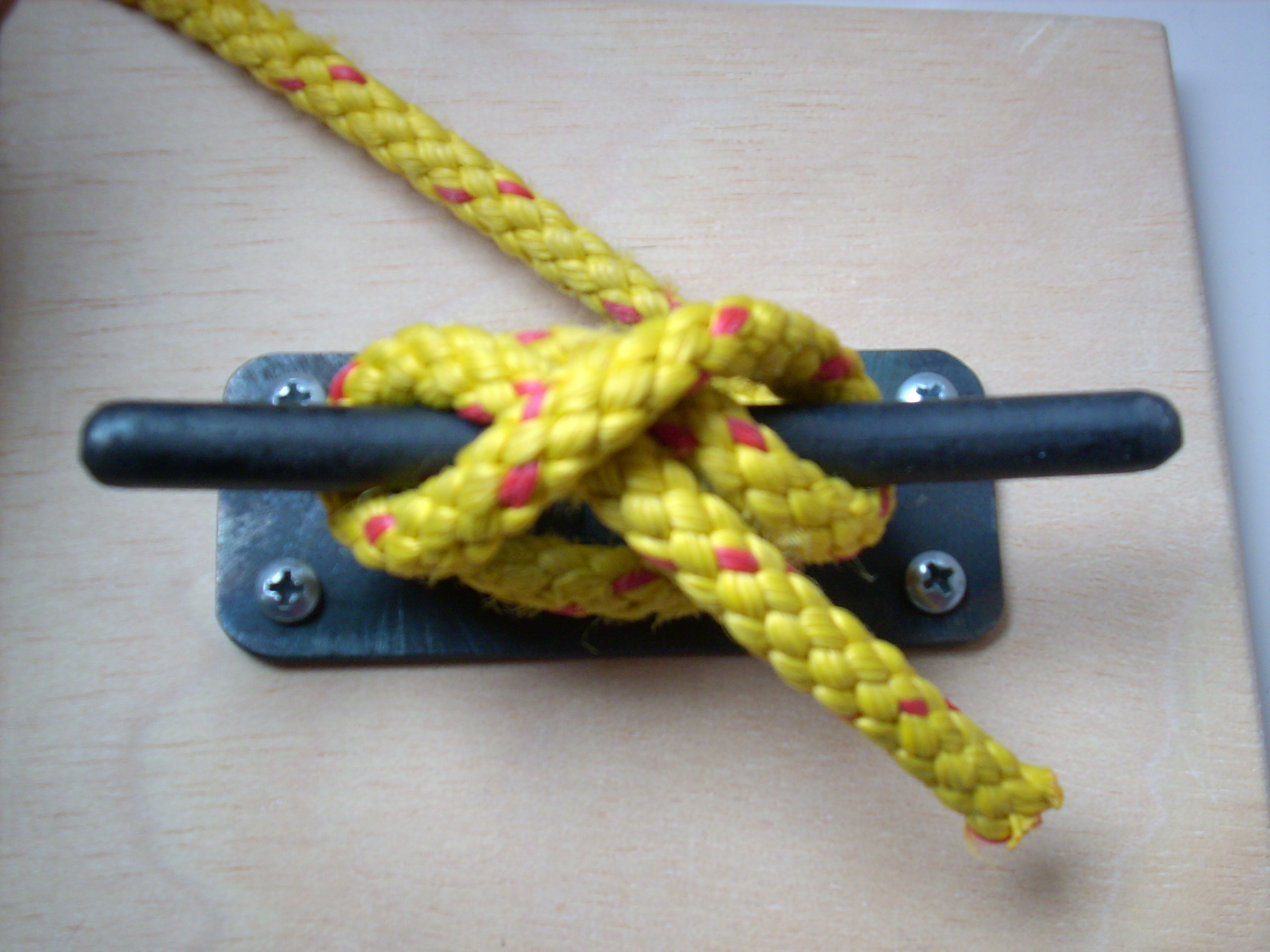
Belegen auf der Klampe (mit Kopfschlag)

## Beispiele für Schifferknoten
Im Folgenden werden die bekanntesten und wesentlichsten Knoten- und Stek-Arten und einige ihrer Vertreter aufgeführt:

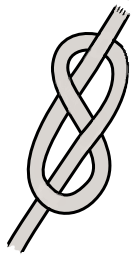
Achtknoten

- Knoten zu Wurfzwecken und zur Sicherung
  - Achtknoten
  - Affenfaust
  - Doppelter Überhandknoten
  - halber Schlag (einfacher Überhandknoten)
  - Wurfknoten
- Knoten zu Verbindungs- und Befestigungszwecken
  - Rundtörn mit zwei halben Schlägen
  - Aufschießen einer Leine
  - einfacher und doppelter Palstek
  - einfacher und doppelter Schotstek
  - Kopfschlag zum Belegen an einer Klampe
  - Kreuzknoten
  - Marlschlag
  - Roringstek
  - Halber Schlag mit Slip
  - spanischer Palstek
  - Spierenstich
  - Stopperstek
  - Topsegelschotstek
  - Trompetenknoten
  - Trossenstek
  - Webeleinenstek
  - Zeppelinstek

- Zierknoten
  - Diamantknoten
  - Bootmannsmaatknoten
  - Türkenbund

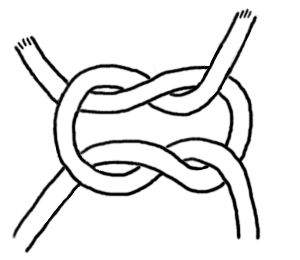
Kreuzknoten

- Spleißen und andere Seilertechniken
  - Augspleiß
  - Kurzspleiß
  - Einfacher Takling
  - Genähter Takling